# 崔守龍
崔 守龍（チェ・スリョン、朝鮮語: 최수룡、1921年3月11日 - 1999年5月8日）は、大韓民国の税関職員、公務員、政治家。第6代韓国国会議員。
号は素静。チェ・スヨン（漢字同、최수용）という表記も見られる。

## 経歴
日本統治時代の慶尚南道昌原郡出身。大阪専門学校（現・近畿大学）商科、東亜大学（現・東亜大学校）法学部卒。会社員を経て、釜山埠頭局監視課に勤務した。高等選考試験合格後は木浦税関鑑定課長、釜山税関検査係長・輸入係長、仁川税関輸出係長・鑑定課長、馬山税関鑑定課長、麗水税関済州分関長・書記官、麗水税関木浦分関長、ソウル税関長、麗水税関長、群山税関長、財務部管財局鑑定課長・書記官、ソウル特別市管財局長、韓国鉱業振興株式会社清算委員会事務局長、民衆党中央常任委員・慶尚南道第5地区党委員長、民政党中央常務委員などを務めた。
1999年に馬山市内の病院で死去。